# Ah, Sweet Mystery of Life: The Country Stories of Roald Dahl
Ah, Sweet Mystery of Life: The Country Stories of Roald Dahl è una raccolta di racconti di Roald Dahl già editi pubblicata originariamente nel 1989 da Michael Joseph.  Le storie, che hanno tutte in comune i protagonisti Claud e Gordon, due amici proprietari di una stazione di servizio di campagna, erano già apparse nei volumi Someone like You e Kiss Kiss.

## Racconti
- Prefazione (Preface)
- Ah, dolce mistero della vita! (Ah, Sweet Mystery of Life)
- Mr. Feasey (Mr. Feasey)
- Mr. Hoddy (Mr. Hoddy)
- Il diletto del pastore (Parson's Pleasure)
- Rummins (Rummins)
- Il Campione del Mondo (The Champion of the World)
- Il derattizzatore (The Ratcatcher)

## Edizioni
- Michael Joseph, 1989, Gran Bretagna.